# 高銳中國物聯網
高銳中國物聯網國際有限公司，簡稱高銳中國物聯網國際，以及高銳中國物聯網（英語：HIGHLIGHT CHINA IOT INTERNATIONAL LIMITED，港交所：1682），在1996年於香港（總部）成立，在1998年由蔡連鴻（前主席及總裁）和蔡子綸加入，由香港上市公司冠華國際控股有限公司（2001年收購）分拆一家在中國內地經營買賣及製造服裝產品以及提供品質檢定服務，該公司當時主要股東冠華國際，持有72.5%股權，前身為「福源集團控股有限公司」，現時為「卓科企業集團有限公司」股東，佔71.07%股權。
主席為高志寅。而該股份在2010年10月5日於香港交易所主板上市，招股價為0.6港元，全球發售118,000,000股，集資額為70,800,000港元。
以2022年計，目前股票名稱已改為「杭品生活科技」，大股東則是香港的「福建幫」商人吳良好，佔13.23%股權。

## 連結
- FordGlory.com.hk （页面存档备份，存于）
- highlightiot.com （页面存档备份，存于）
- teelocker.com/ （页面存档备份，存于）